# منزفیلد، ویکتوریا
منزفیلد (به انگلیسی: Mansfield) یک شهرک در استرالیا است که در ویکتوریا (استرالیا) واقع شده‌است.